# Julieta Cardinali
Julieta Cardinali (Buenos Aires; 21 de octubre de 1977) es una actriz argentina.

## Carrera
Debutó a las 14 años como la "paquita" argentina de Xuxa en su version latinoamericana del El show de Xuxa. Luego fue conductora del programa infantil Mega Park y formó parte del personal de Jugate con todo, de Cris Morena.
Como actriz actuó en Montaña rusa, otra vuelta (1996), Sueltos (1997), Como pan caliente (1997), Naranja y media (1997), Socios y más (1998), Lo dijo papá (1998) y luego integró el elenco de la exitosa telenovela juvenil Verano del 98, donde actuó desde finales de 1998 hasta comienzos de 2000.
Debutó en cine en Buenos Aires me mata, y en 2001 fue nominada al Condor de plata como actriz revelación por su actuación en el filme Una noche con Sabrina Love, protagonizada por Cecilia Roth y Tomas Fonzi.
Tuvo participaciones en EnAmorArte, El hacker, Tiempo final y Los médicos 2, y luego integró los elencos de las telenovelas Maridos a domicilio y Máximo corazón, ambas emitidas en el año 2002.
En 2003 fue una de las protagonistas de Malandras, y coprotagonizó en cine Valentín, junto a Rodrigo Noya.
Realizó participaciones especiales en Disputas, Sangre fría, Numeral 15, y en 2006 actuó en las series Soy tu fan y El tiempo no para.
En 2007 protagoniza la obra Eva y Victoria junto a Leonor Benedetto y bajo la dirección de China Zorrilla, en donde interpretó a Eva Perón.
En cine continuó actuando en El nominado (2003), Un mundo menos peor (2004), La suerte esta echada (2005), Un Buda (2005), La antena (2007) y protagonizó la opera primera de Fito Páez; ¿De quién es el portaligas? (2007).
En 2010 protagonizó Caín y Abel, junto a Joaquín Furriel y Fabian Vena, y protagonizó las películas El reclamo, Tres deseos y Una cita, una fiesta y un gato negro.
En 2012 integra el elenco de la primera temporada de En terapia, protagonizada por Diego Peretti, por su labor fue nominada al Martín Fierro y al Premio Tato como mejor actriz dramática.
En 2013 protagoniza en España la serie Carta a Eva, donde vuelve a interpretar a Eva Perón, y más tarde actúa en la serie argentina de Pol-ka Farsantes, nominada al Tato como actriz de reparto en drama.
En 2016 junto a Luciano Cáceres aparece en Los ricos no piden permiso con el papel semi-antagónico de Victoria.

## Filmografía

### Cine
| Año  | Título                                | Papel            | Notas                    |
| ---- | ------------------------------------- | ---------------- | ------------------------ |
| 1998 | Buenos Aires me mata                  |                  |                          |
| 2000 | Una noche con Sabrina Love            | Sofía            |                          |
| 2002 | Valentín                              | Leticia          |                          |
| 2003 | El nominado                           | Catalina         |                          |
| 2004 | Un mundo menos peor                   | Sonia            |                          |
| 2005 | Un buda                               | Sol              |                          |
| 2005 | La suerte está echada                 | Clara            |                          |
| 2007 | La antena                             | Enfermera        |                          |
| 2007 | ¿De quién es el portaligas?           | Julieta          |                          |
| 2008 | 14, Fabian Road                       | Camila Ponte     |                          |
| 2008 | Tres deseos                           | Ana              |                          |
| 2009 | El reclamo                            | Irene            |                          |
| 2009 | Una cita, una fiesta y un gato negro  | Gabriela         |                          |
| 2013 | Lectura según Justino                 | Ulla             |                          |
| 2014 | Necrofobia                            | Beatriz Samot    |                          |
| 2014 | El amor y otras historias             | Valeria          |                          |
| 2015 | La intrusa                            |                  | Cortometraje             |
| 2015 | Los del suelo                         | Marita           |                          |
| 2016 | Ataúd blanco                          | Virginia         |                          |
| 2017 | Casi leyendas                         | Ana              |                          |
| 2017 | Fontanarrosa, lo que se dice un ídolo | Ana              | Segmento: Vidas privadas |
| 2017 | Natacha, la película                  | Mamá de Natacha  |                          |
| 2022 | Ecos de un crimen                     | Valeria Baccarat |                          |
| 2023 | Singapur                              | Julieta          |                          |
| 2023 | Doble discurso                        | Camila Hewell    |                          |
| 2024 | Linda                                 | Luisa            |                          |

### Televisión
| Año       | Título                           | Papel                      | Notas                      |
| --------- | -------------------------------- | -------------------------- | -------------------------- |
| 1991-1993 | El show de Xuxa                  | Paquita                    |                            |
| 1994      | Sin vergüenza                    | Personal                   |                            |
| 1995      | Mega Park                        | Ella misma                 | Conductora                 |
| 1995      | Jugate con todo                  | Personal                   |                            |
| 1996      | Montaña rusa, otra vuelta        | Coty                       |                            |
| 1997      | Sueltos                          | Tatiana                    | 2 episodios                |
| 1997      | Como pan caliente                | Melina                     |                            |
| 1997      | Naranja y media                  | Andrea                     | 1 episodio                 |
| 1997      | Socios y más                     | Luciana                    |                            |
| 1998      | Lo dijo papá                     | Luján                      |                            |
| 1998      | Ojitos verdes                    | María «Chichi»             |                            |
| 1998-2000 | Verano del '98                   | Celina Villanueva          |                            |
| 2001      | Los médicos de hoy               | Noelia                     |                            |
| 2001      | EnAmorArte                       | Alma Vigiano               |                            |
| 2001      | El hacker                        | Pilar                      | 1 episodio                 |
| 2002      | Máximo corazón                   | Carolina                   |                            |
| 2002      | Tiempo final                     | Paula                      | Episodio: «La despedida»   |
| 2002      | Tiempo final                     | Ágata                      | Episodio: «El segundo»     |
| 2002      | Maridos a domicilio              | Micaela                    |                            |
| 2003      | Malandras                        | Ana Ordóñez                |                            |
| 2003      | Disputas                         | Elena                      | 3 episodios                |
| 2004      | Sangre fría                      | Lea Aguirre                | 1 episodio                 |
| 2005      | Numeral 15                       | Perla Durantes             | Episodio: «0800 no llames» |
| 2006      | El tiempo no para                | Andrea                     |                            |
| 2006      | Soy tu fan                       | Rocío                      |                            |
| 2009      | Rosa, Violeta y Celeste          | Ginecóloga                 |                            |
| 2010      | Caín y Abel                      | Leonora Mendoza            |                            |
| 2011      | Proyecto aluvión                 | Delfina                    | Episodio: «La mucama»      |
| 2012-2014 | En terapia                       | Marina Generis             |                            |
| 2012      | Según Roxi                       | Mujer esnob                | 3 episodios                |
| 2013      | Farsantes                        | Camila Moravia             |                            |
| 2013      | Carta a Eva                      | Eva Perón                  | 2 episodios                |
| 2013      | Lynch                            | Simona Bianchi             |                            |
| 2014      | Señores Papis                    | Magdalena Lynch            |                            |
| 2015      | Viudas e hijos del rock and roll | Lola                       | 2 episodios                |
| 2015      | Según Roxi                       | Tini                       | 2 episodios                |
| 2016      | Los ricos no piden permiso       | Victoria Levingston        |                            |
| 2016      | Ultimátum                        | Verónica Herrera           |                            |
| 2018      | Edha                             | Bárbara                    | 2 episodios                |
| 2021      | Terapia alternativa              | Eliana                     |                            |
| 2021      | Maradona, sueño bendito          | Claudia Villafañe (adulta) |                            |
| 2023      | El reino                         | Samanta Levynson           |                            |
| 2023      | Romancero                        | Caterina Iraza             |                            |
| 2024      | Un león en el bosque             | Macarena Suárez            |                            |

## Teatro
| Año  | Título                             | Papel       | Lugar                           |
| ---- | ---------------------------------- | ----------- | ------------------------------- |
| 2004 | Castas divas                       |             |                                 |
| 2007 | Eva y Victoria                     | Eva Perón   | Teatro Roma / Teatro La Comedia |
| 2014 | Dalí versus Picasso                | Irina (voz) | Teatro Español                  |
| 2017 | Sirenita, una aventura bajo el mar | Úrsula      | Paseo La Plaza                  |
| 2018 | Mientras tanto                     | Emilia      | Teatro Maipo                    |
| 2024 | No tiene un desgarrón              | Zittel      | Teatro Dumont 4040              |

## Premios y nominaciones
| Año  | Organización            | Categoría                         | Trabajo                    | Resultado | Ref(s) |
| ---- | ----------------------- | --------------------------------- | -------------------------- | --------- | ------ |
| 2001 | Premios Cóndor de Plata | Mejor actriz revelación           | Una noche con Sabrina Love | Nominada  |        |
| 2004 | Premios Cóndor de Plata | Mejor actriz de reparto           | Valentín                   | Nominada  | [ 1 ]  |
| 2012 | Premios Tato            | Mejor actriz en ficción diaria    | En terapia                 | Nominada  | [ 2 ]  |
| 2013 | Premios Tato            | Mejor actriz protagónica en drama | Farsantes                  | Nominada  |        |
| 2016 | Premios Tato            | Mejor actriz protagónica en drama | Los ricos no piden permiso | Nominada  |        |
| 2017 | Premios Martín Fierro   | Mejor actriz protagónica en drama | Los ricos no piden permiso | Nominada  |        |